# Schistosoma haematobium
Schistosoma haematobium (Bilharz, 1852) è un platelminta parassita appartenente all'ordine Strigeatida e alla famiglia Schistosomatidae. È uno dei patogeni responsabili della malattia nota come schistosomiasi. La sua morfologia e diffusione ricordano molto quelle di un altro parassita: Schistosoma mansoni.

## Anatomia e fisiologia
Le cercarie dei Schistosoma haematobium appaiono più grandi di altri protozoi simili, le femmine adulte diventano molto più lunghe (20 mm) dei compagni maschili. La grandezza delle uova risulta essere 115-170 x 40-70 µm mentre il loro aspetto caratteristico è di color scuro.

## Riproduzione e sviluppo
Dopo aver infestato le chiocciole d'acqua dolce attraverso l'operazione chiamata miracidio, passano all'uomo infettando il sistema epatico. La gestazione a tal punto è di 10-12 settimane: attraverso le vene emorroidali arrivano sempre in via venale, alla vescica dando il via alla schistosomosi genitourinaria.

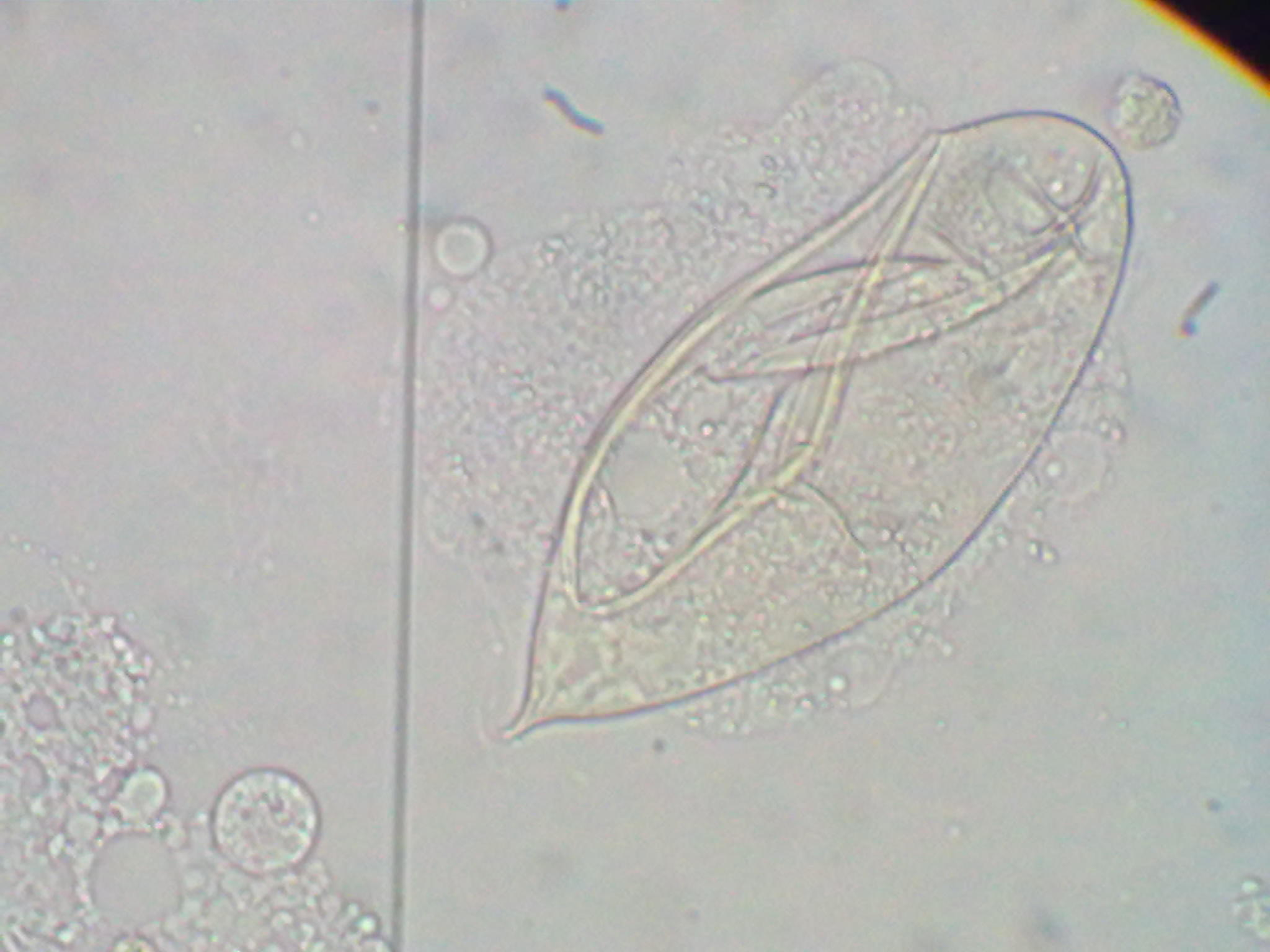
Uovo di Schistosoma haematobium, con caratteristico sperone all'estremità dell'uovo.

## Diagnosi microscopica
Osservando in laboratorio un preparato di urine umane infette, è possibile vedere con un microscopio ottico a 400 X le uova di questi parassiti. In particolare si possono distinguere, facendo diagnosi differenziale specifica, le uova di Schistosoma haematobium da quelle di Schistosoma mansoni. Le prime infatti hanno un caratteristico sperone collocato all'estremità dell'uovo, mentre in Schistosoma mansoni lo sperone è collocato sul lato dell'uovo.

## Epidemiologia
La sua diffusione è nota soprattutto in determinati paesi poco sviluppati come la zona del Madagascar e varie isole situate nell'oceano indiano. Meno diffusa è in Egitto, in Italia è stata ritrovata tale forma nella Sardegna, con un ospite intermedio diverso, ma è esclusa una possibile epidemia nella penisola. Questa per via della temperatura delle acque italiane che sono troppo gelide per il parassita